# Europäischer Waldelefant
Der heute ausgestorbene Europäische Waldelefant oder Eurasische Altelefant (Palaeoloxodon antiquus, früher auch Elephas antiquus) lebte im mittleren und oberen Pleistozän in Europa und Vorderasien. Oft wird die Art auch nur als Waldelefant bezeichnet, was allerdings zu Verwechslungen mit dem heutigen, afrikanischen Waldelefanten (Loxodonta cyclotis) führen kann. Der Europäische Waldelefant gehört zu den echten Elefanten (Elephantidae), die sich durch die Reduktion der unteren Schneidezähne, die Bildung von langen Stoßzähnen aus den oberen Schneidezähnen und die Lamellenstruktur der Backenzähne auszeichnen.

## Habitat und Klimaanspruch

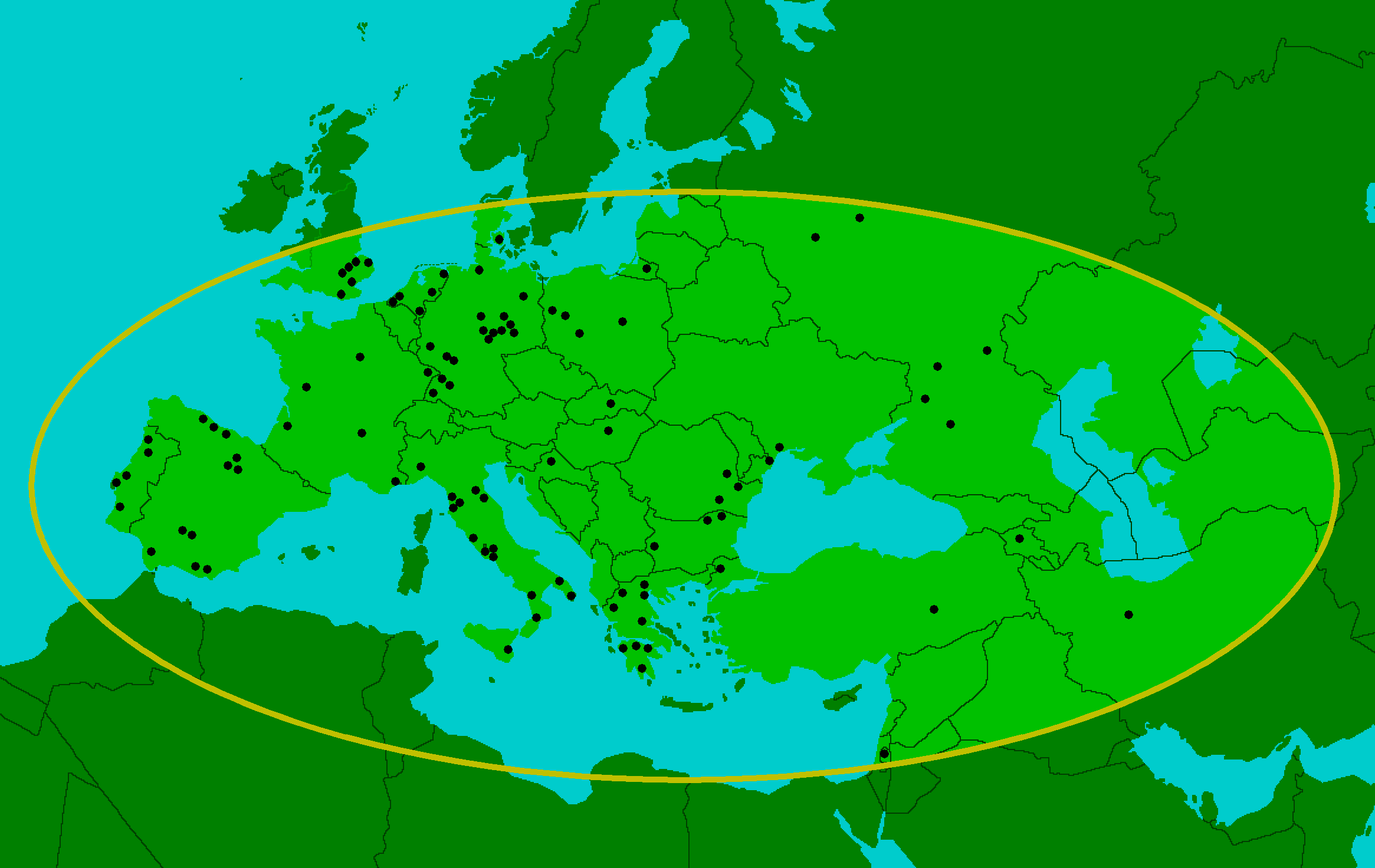
Mögliches Verbreitungsgebiet des Palaeoloxodon antiquus. Dargestellt ist die maximale Ausdehnung des Verbreitungsgebietes des Europäischen Waldelefanten während der Warmzeiten. Die schwarzen Punkte stellen wichtige Fundplätze dar, die Ellipse das hypothetische Verbreitungsgebiet.

Der Europäische Waldelefant bevorzugte parkähnliche Landschaften und Laubwälder und war mit seinem klimatischen Anspruch vermutlich an submediterranes und mediterranes Klima angepasst. Sein Hauptverbreitungsgebiet umfasste daher Europa südlich der Alpen und Vorderasien. In den Interglazialen des Cromer-Komplexes (vor 850.000 bis 475.000 Jahren), der Holstein-Warmzeit (vor 340.000 bis 325.000 Jahren) und der Eem-Warmzeit (vor 126.000 bis 115.000 Jahren) waren diese Bedingungen auch für weite Gebiete nördlich der Alpen gegeben. Teilweise war es in diesen Zeitabschnitten während des Klimaoptimums durchschnittlich sogar um bis zu 3 °C wärmer als heute. Da der Europäische Waldelefant aber während der gesamten Dauer dieser Warmzeiten in Europa nördlich der Alpen präsent war, muss er zumindest auch mit kühl-gemäßigtem Klima zurechtgekommen sein.
Während der Warmzeiten, vor allem der Eem- und Cromer-Warmzeit, breitete sich der Europäische Waldelefant auch in West-, Mittel- und Osteuropa aus, wobei er aber Irland und Fennoskandinavien nicht erreichte. Weit nördlich gelegene Fundstellen in Mitteleuropa befinden sich bei Raalte (Niederlande), Verden (Niedersachsen) und auf der dänischen Insel Fünen. Im Osteuropäischen Flachland (Polen, Westrussland) drang er noch weiter nach Norden vor. Als Obergrenze wird hier der 55. Breitengrad genannt (Fundort bei Moskau). Die östlichste Verbreitung der Tierart ist nicht geklärt, da es hier zu Überschneidungen mit Palaeoloxodon namadicus kommen kann. Der Waldelefant ist Namensgeber des sogenannten Palaeoloxodon-antiquus-Faunenkomplexes, der vor allem in den mittel- und jungpleistozänen Warmzeiten das Europa nördlich der Alpen beherrscht und dem außerdem auch das Waldnashorn, der Rot- und Damhirsch, das Reh, das Wildschwein, der Auerochse und gelegentlich auch das Flusspferd angehören.
Bei der klimatischen Abkühlung am Ende der jeweiligen Warmzeiten zogen sich diese nördlichen Palaeoloxodon antiquus-Populationen nach Südwesten und Südosten in das wärmere Mittelmeergebiet zurück oder starben lokal aus. In den frei gewordenen Arealen wurden sie dann jeweils in den frühen Kaltzeiten durch Steppen- und späteren Kaltzeiten durch Wollhaarmammuts des Mammuthus-Coelodonta-Faunenkomplexes ersetzt. Diese Kältesteppenfauna zog sich während der Warmzeiten jeweils nach Nordosteuropa und Nordasien zurück. Nach dem Ende der Eem-Warmzeit gab es noch eine schwindende Population des Europäischen Waldelefanten im Mittelmeergebiet, deren letzte Vertreter während der Weichsel-Kaltzeit (vor 115.000 bis 11.700 Jahren) ausstarben.

## Aussehen und Lebensweise

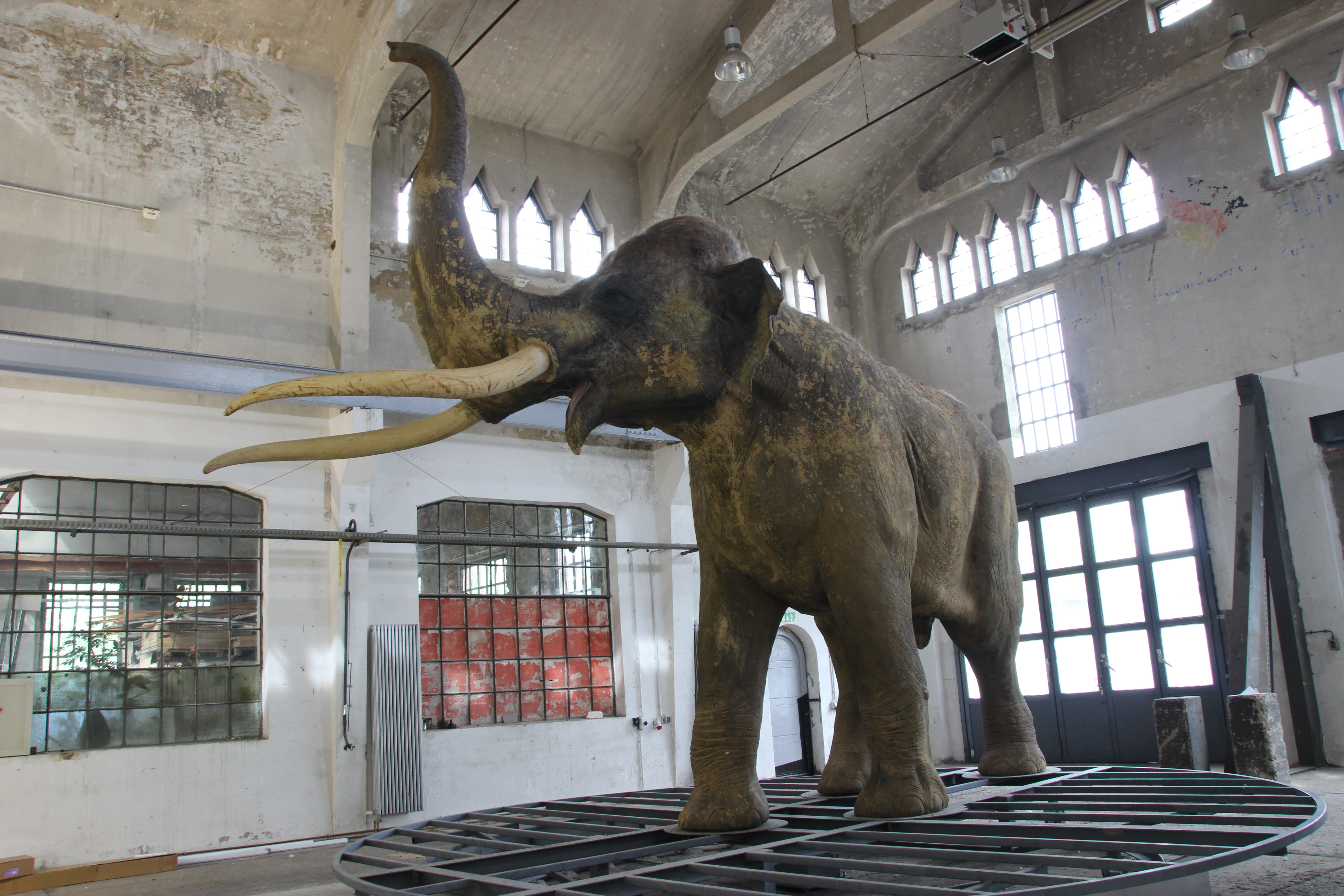
Die Rekonstruktion eines europäischen Waldelefanten, dessen 200.000 Jahre alte Überreste 1986 am heutigen Geiseltalsee (Sachsen-Anhalt) entdeckt wurden (Dauerausstellung in der Pfännerhall, Braunsbedra)

Schädel und Miniatur-Modell eines Europäischen Waldelefanten im Archäologischen Museum in Madrid

Reste des Europäischen Waldelefanten im Naturkundemuseum von Rotonda, Italien

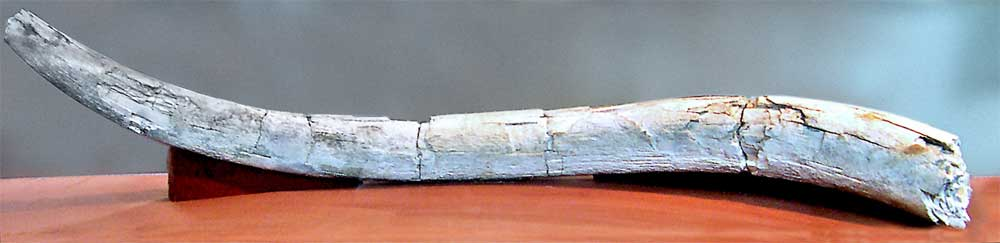
Konservierter Stoßzahn eines Waldelefanten

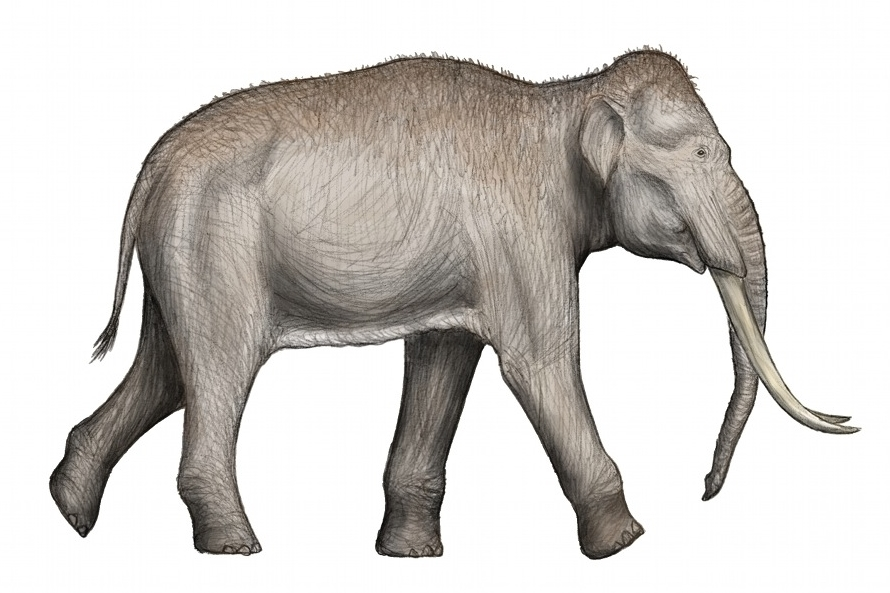
Lebendrekonstruktion (Zeichnung)

Häufig werden vom Europäischen Waldelefanten, wie bei fast allen fossilen Wirbeltieren, vor allem einzelne Knochen und besonders Zähne – als härteste Bestandteile des Skeletts – gefunden, Funde ganzer Skelette sind selten. Aufgrund der allerdings zahlreichen Funde und des Vergleichs mit rezenten Vertretern der Elephantidae-Gruppe können hier doch einige genauere Aussagen gemacht werden.
Der Europäische Waldelefant war nicht nur größer als das Wollhaarmammut (Mammuthus primigenius), sondern im Durchschnitt auch etwas größer als der heutige Afrikanische Steppenelefant (Loxodonta africana). Er gehört damit zu den größten Rüsseltieren, die je auf der Erde gelebt haben. Die Art besaß jedoch, vergleichbar mit den rezenten Elefanten, einen deutlich ausgeprägten Sexualdimorphismus. Bullen erreichten eine Schulterhöhe von bis zu 4,2 m bei einem Lebendgewicht von 6 bis maximal 11 t, während Kühe bis zu 3 m groß wurden und im Maximum 6 t wogen. Die Körperform entsprach in etwa der der heutigen Asiatischen Elefanten (Elephas maximus) mit einer steilen Stirnpartie und zwei Höckern auf dem Kopf (Kranialdom), die manchmal auch einen Querwulst bildeten. Typischerweise nehmen bei extrem großen Elefantenarten die Vorderbeine im Verhältnis zu den Hinterbeinen an Länge zu. Beim Europäischen Waldelefanten war der Oberarmknochen daher im Vergleich zum Afrikanischen Elefanten bei einem etwa gleichgroßen Oberschenkelknochen deutlich länger. Die Rumpflinie fiel dadurch bei ersterem deutlich stärker vom Kopf Richtung Hinterteil ab, jedoch nicht so auffallend wie beim Wollhaarmammut. Zudem lud aber auch das Becken markant weiter aus. Markant sind vor allem die bis zu 3 m langen Stoßzähne, die durchgehend, nur leicht, teilweise aber in sich gebogen und dadurch seitlich weit ausladend waren.
Da im Gegensatz zum ebenfalls pleistozänen Wollhaarmammut keine konservierten Weichteile vorliegen, kann über das weitere Aussehen des Europäischen Waldelefanten nur wenig gesagt werden. Der in der Nasenregion ansetzende Rüssel muss aufgrund der erhaltenen Muskelansatzstellen im Vergleich zum Asiatischen Elefanten sehr muskulös gewesen sein und wird auf eine Länge von bis zu 280 cm rekonstruiert. Über den Aufbau des Rüsselendes ist allerdings nichts bekannt. Ob diese Tierart ein Fell hatte, ist spekulativ, da aber auch rezente Elefanten nicht völlig nackt sind, ist zumindest eine leichte Behaarung anzunehmen. Das Auftreten des Rüsseltiers in den zwar warmzeitlich geprägten, aber immer noch winterkalten Landschaften Europas nördlich der Alpen macht eine zumindest stärkere Behaarung des Europäischen Waldelefanten gegenüber den heutigen Vertretern der Elefanten wahrscheinlich. Die Größe der Ohrmuschel ist ebenfalls unbekannt, könnte hier aber aufgrund der Verwandtschaftsverhältnisse und wiederum der klimatischen Anpassung eher in der Variationsbreite zwischen den Asiatischen Elefanten und den Mammuten als in der der Afrikanischen Elefanten liegen.
Wie die rezenten Elefanten war der Europäische Waldelefant vermutlich ein Herdentier, das in Verbänden von Mütter- und Jungtieren lebte, während die erwachsenen Bullen weitgehend einzelgängerisch waren oder sich in eigenen Gruppen zusammenschlossen. Auch die Gruppengröße und das Territorialverhalten dürften sich nicht sehr von den heutigen Elefanten unterschieden haben. Ebenso wird er wie die rezenten Verwandten stark von Frischwasser abhängig gewesen sein, was sicherlich seine Wanderungsbewegungen stark beeinflusste. Auf die Lebensweise in matriarchalischen Familienverbänden deuten unter anderem Ichnofossilien aus Matalascañas im südwestlichen Spanien hin. In der einst dünenreichen Landschaft wurden zahlreiche Trittsiegel des Europäischen Waldelefanten mit variablen Größen entdeckt. Anhand der Ausmaße kann auf einen größeren Anteil an Jungtieren geschlossen werden. Hinzu kommen ausgewachsene weibliche Tiere, während große Bullen nur rar in Erscheinung treten. Es wird vermutet, dass die Region ein einst bevorzugtes Fortpflanzungsrefugium darstellte. Ein sehr seltenes Skelett eines Kalbes von rund fünf Jahren stammt wiederum aus der Cova del Rinoceront im Nordwesten der Iberischen Halbinsel. Für das Individuum wird eine Schulterhöhe von 1,78 bis 1,87 m und ein Gewicht von 1,45 bis 1,5 t rekonstruiert. Sowohl die Trittsiegel als auch das Skelett stammen aus Ablagerungen der letzten Warmzeit.
Der Aufbau der Backenzähne mit ihrer charakteristischen Lamellenstruktur, vermittelt aufgrund der Anzahl und der Ausprägung der Lamellen zwischen der Loxodonta-Linie und der Mammuthus-Linie, steht dem Asiatischen Elefanten nahe. Das lässt auf eine sowohl weichere Nahrung, wie Blätter, Früchte, Knospen oder Borke (browsing) als auch auf härtere Nahrung wie Gräser (grazing) schließen. Anhand von aufgefundenen Mageninhalten und an Zähnen anhaftenden Nahrungsresten konnte zumindest für die Region nördlich der Alpen die Nutzung von Ahorn, Hainbuche, Haselnuss, Erle, Esche, Buche und Efeu, aber auch von Kräutern wie Artemisia und Gräsern wie Seggen geschlossen werden. Mikroskopische Untersuchungen von Abnutzungsspuren auf den Oberflächen der Backenzähne zeigen zudem die Nutzung von unterschiedlichen Nahrungsgrundlagen. Offensichtlich wechselte der Europäische Waldelefant je nach Nahrungsangebot während der einzelnen Jahreszeiten seine Ernährungsstrategie (browsing im Frühjahr und Sommer, grazing im Herbst und Winter).
Neben diesem allgemeinen Lebensbild sind auch zahlreiche pathologische Veränderungen bekannt, die ebenfalls bei rezenten Elefanten gut dokumentiert sind. Relativ häufig treten Missbildungen an Wirbeln bis hin zu Verwachsungen (Spondylose und Ankylose) auf, weiterhin sind Arthritis am Bewegungsapparat und Stoßzahn- bzw. Backenzahnanomalien bekannt. Durchbohrte Knochenpartien, wie z. B. am Schulterblatt oder am Nasenbein, die allerdings häufig auch wieder verheilten, lassen auf Konkurrenzkämpfe mit Nebenbuhlern schließen.
Auf sein unmittelbares ökologisches Umfeld hatte der Europäische Waldelefant sicher einen ähnlichen Einfluss wie auch die heutigen Elefanten. Durch das Umwerfen von Jungbäumen oder das Herausreißen von Sträuchern, das Entrinden oder Aushöhlen großer Bäume oder Abbrechen von Ästen und Entlaubung der Bäume durch Fraß ist es möglich, dass er in Verbindung mit anderen Megaherbivoren, wie dem Waldnashorn oder den großen Wildrindern, die Landschaft nachhaltig prägte. Eventuell wurden dadurch die Landschaften künstlich offen gehalten und ein dichter Waldbewuchs verhindert, so dass letztendlich Parklandschaften entstanden. Dieser Einfluss der großen Pflanzenfresser auf die Landschaft ist noch heute in der Serengeti in Ostafrika zu beobachten. Der Begriff Waldelefant ist daher auch irreführend und bezieht sich auf seine warmklimatische Präsenz (Waldzeit) im Europa nördlich der Alpen; aufgrund seiner Größe hat er sicher offene Landschaften bevorzugt.

## Der frühe Mensch und der Europäische Waldelefant
Sowohl der frühe Mensch (Stammesgeschichte des Menschen) als auch der Europäische Waldelefant erreichten im späten Frühpleistozän den europäischen Kontinent; sofern die Daten aus Atapuerca (Sima del Elefante) korrekt sind, gelang dies dem Menschen allerdings zeitlich früher.
Fundstellen, in denen der frühe Mensch und der Europäische Waldelefant miteinander vergesellschaftet vorkommen, sind häufig belegt. Zu den ältesten Hinweisen gehört die rund 600.000 Jahre alte Fundstelle von Mauer bei Heidelberg (Baden-Württemberg). Die geologischen Umstände legen jedoch nahe, dass die dort aufgefundenen Fossilien in einer ehemaligen Schlinge des Neckars angespült wurden. Ähnlich alt oder geringfügig jünger dürfte Isernia la Pineta (Italien) sein. An den drei hier nachgewiesenen Begehungshorizonten wurden neben Steinartefakten und zahlreichen Knochen von Nashörnern, Wildrindern, Flusspferden und Pferden auch vor allem Unterkieferreste des Europäischen Waldelefanten dokumentiert. Da die Überreste der Rüsseltiere aber keine anthropogenen Veränderungen aufweisen, ist auch hier ein natürlicher Eintrag nicht auszuschließen.

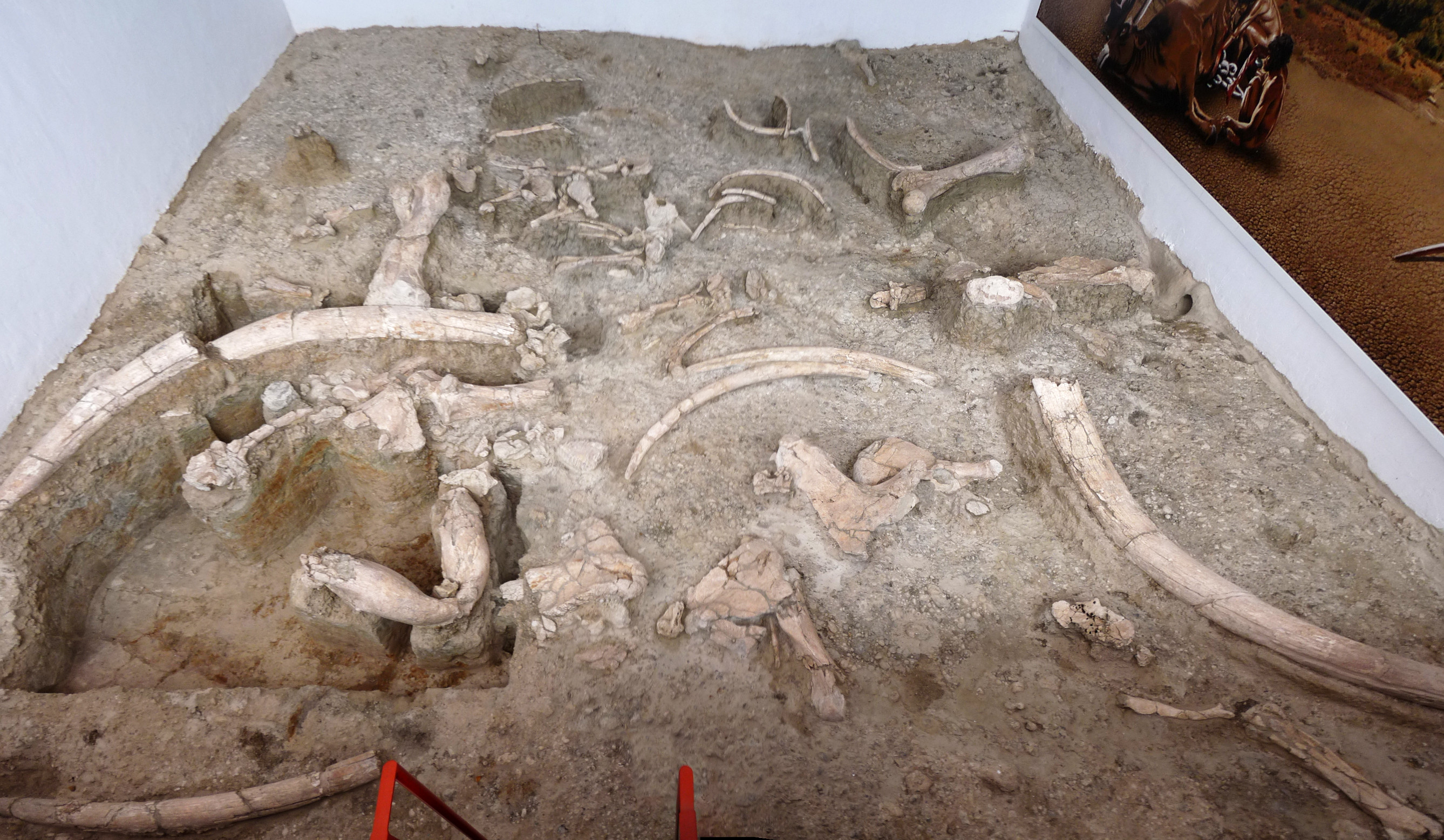
Stoßzahnreste und Unterkiefer des Europäischen Waldelefanten, gefunden in Ambrona, Spanien

Erste Hinweise, dass der frühe Mensch den Europäischen Waldelefanten auch gejagt haben könnte, stammen von Torralba und Ambrona, einer „Zwillingsstation“ in Spanien, die etwa 400.000 Jahre alt ist. Hier wurden auf mehr als 1800 m² untersuchter Fläche Reste von über 60 Elefanten freigelegt, nebst Wildpferden, Auerochsen und Nashörnern. Da zusätzlich zu den rund tausend Steinartefakten auch mehrere angespitzte Holzstäbe gefunden und als Jagdwaffen angesprochen wurden, interpretierten die Ausgräber die Fundstelle zunächst als Jagdplatz. Allerdings blieb diese Annahme nicht unwidersprochen, da eine solche „Massenjagd“ auf Elefanten als eher unwahrscheinlich gilt.
Dass der frühe Mensch auch Reste des Rüsseltiers als Rohmaterialquelle nutzte, zeigen die Funde von Bilzingsleben. Hier sind am Ufer eines ehemaligen Sees als Homo erectus (siehe auch Diskussion in Homo heidelbergensis) klassifizierte Schädelreste vom frühen Menschen zusammen mit seinen artifiziellen Hinterlassenschaften in Form von Stein- und (allerdings teils umstritten) Knochenartefakten beschrieben worden. Unter den zahlreichen, teils als Jagdbeute und Speiseabfälle interpretierten Resten der Fauna kommt auch der Europäische Waldelefant vor. Bei ihm dominieren vor allem Jungtiere mit zahlreichen Schädel- und Gebissresten. Überlieferte Langknochen und andere postcraniale Skelettteile stammen aber meist von älteren Tieren. Bemerkenswert ist ein Schienbeinfragment, auf dem mit einem Feuersteingerät regelmäßige Ritzlinien eingeschnitten wurden, deren Bedeutung aber unbekannt ist. Vergleichbar alt zu den Funden von Bilzingsleben sind jene von Schöningen, wo ebenfalls der Europäische Waldelefant nachgewiesen ist. Die bekannten Schöninger Speere dienten allerdings wahrscheinlich der Wildpferdjagd. Darüber hinaus wurde hier aber eine Rippe eines Europäischen Waldelefanten gefunden, die Schnittspuren trägt. Eine Elefantenkuh, die am ehemaligen Schöninger See eines natürlichen Todes starb, blieb zusätzlich mit ihrem nahezu vollständigen Skelett erhalten. Nach Interpretation der Ausgräber könnte der Kadaver von frühen Menschen genutzt worden sein, worauf etwa 30 Feuersteinartefakte in unmittelbarer Umgebung hinweisen.
Ein interessanter Fund stammt aus Campitello in der Toskana (Italien). Hier wurde 2001 auf etwa 13 m² das Skelett eines Europäischen Waldelefanten ausgegraben, das zwar nicht vollständig überliefert ist und keine Spuren menschlicher Manipulation aufwies (ein Teil des Skelettes wurde jedoch schon bei vorhergehenden Bauarbeiten zerstört), allerdings mit drei Feuersteinartefakten vergesellschaftet war. An einem der Abschläge haftete organisches Material, welches sich nach weiteren Untersuchungen als Birkenpech erwies. Datiert wird der Befund in die Saale-(Riß-)Kaltzeit. Ebenfalls in der Toskana findet sich Poggetti Vecchi, ein etwa gleich alter Fundkomplex, an dem Teilskelette mehrerer Individuen zu Tage kamen. Aufgrund ihrer Altersverteilung gehörten sie wohl einer Familiengruppe an. Mit den Elefanten assoziiert waren mehrere Hundert Steinartefakte und einzelne Werkzeuge aus Knochen und Holz. Bereits der Zeit vor der Saale-Vereisung lassen sich die Skelette von La Polledrara di Cecanibbio in Latium, zentrales Italien, zuweisen. Neben Wasserbüffel, Pferden und verschiedenen Nashornarten wurden einige hundert Knochenreste des Europäischen Waldlefanten geborgen, darunter auch drei vollständige Schädel. In Gemeinschaft mit den faunistischen Resten fanden sich über 60 Steinartefakte, einige davon waren mit einfachen Kantenretuschen versehen.
Ein herausragender Fundplatz ist das Geiseltal (Sachsen-Anhalt), namentlich die möglicherweise eemzeitliche oder ältere Fundstelle Neumark-Nord 1 am Nordostrand. In diesem ehemaligen Seebecken wurden seit 1985 mehr als 3120 Knochenfunde vom Europäischen Waldelefanten geborgen, die zu etwa 70 Individuen gehören, darunter auch einige nahezu vollständig erhaltene Skelette. Vergesellschaftet waren diese mit anderen Vertretern der warmzeitlichen Palaeoloxodon-antiquus-Fauna, wie Wald- und Steppennashorn, Auerochse, Pferd, Rot- und Damhirsch und andere. Ursprünglich wurde angenommen, dass ein Großteil der überwiegend sehr alten oder kranken Rüsseltiere hier eines natürlichen Todes starb, ein Phänomen, welches auch heute noch an vermeintlichen Elefantenfriedhöfen in Afrika zu beobachten ist. Keines der Tiere weist Spuren einer absichtlichen Tötung durch den frühen Menschen auf. Allerdings ließ sich eine Dominanz von ausgewachsenen Bullen belegen, was eher ungewöhnlich ist. Zudem tragen zahlreiche Knochen Schnittmarken von Feuersteingeräten und deuten somit auf die Manipulation durch den frühen Menschen hin. Interpretiert wird der Gesamtbefund als Reste der Jagd, die durch verschiedene Gruppen des frühen Menschen über einen Zeitraum von mehr als 2400 Jahren zusammengetragen wurden. Als weiteres Indiz sind Feuersteinartefakte an einigen Elefanten-Knochenfeldern zu werten, darunter befindet sich auch ein Exemplar, welches mit organischer Masse behaftet war. Hierbei handelt es sich um ein Eichenrindenextrakt, das offensichtlich zum Gerben verwendet wurde.
Vergleichbar zu den Befunden aus dem Geiseltal sind zwei Skelettreste des Europäischen Waldelefanten, die im Jahr 1987 im Tagebau Gröbern (Sachsen-Anhalt) ausgegraben wurde. Beide lagen am Uferrand eines ehemaligen Sees mit eermzeitlicher Altersstellung. Während der eine Kadaver keinerlei anthropogene Einwirkung zeigte, war der zweite offensichtlich vom frühen Menschen manipuliert worden. Eingestreut in die Skelettreste fanden sich über 20 Feuersteinartefakte. Zudem tragen die Knochen zahlreiche Schnittmarken. Ähnliches kann auch zu den Elefantenknochen aus der ebenfalls eemzeitlichen Travertinfundstelle von Taubach bei Weimar in Thüringen gesagt werden. Bezugnehmend auf die Schnittspuren und Manipulationshinweise an den Knochen des Europäischen Waldelefanten sowohl aus dem Geiseltal, als auch aus Gröbern und Taubach lässt sich vermuten, dass der Rüsseltiervertreter von den Neandertalern des späten Mittelpleistozäns wohl relativ regelmäßig als Rohstoffquelle genutzt wurde. Der hingegen bisher eindeutigste Beleg dafür, dass dieser auch zur Jagdbeute der frühen Menschen zählte, wurde im Jahr 1948 in Lehringen bei Verden an der Aller (Niedersachsen) erbracht (vergleiche Lanze von Lehringen). Zwischen den Rippen des hier dokumentierten Skeletts des Europäischen Waldelefanten fand sich ein vollständiger, wenn auch mehrfach gebrochener Spieß aus Eibenholz, darüber hinaus lagen verstreut 25 Feuersteinartefakte. Der Fund datiert wiederum in die Eem-Warmzeit.

## Systematik
Der Europäische Waldelefant ist eine Art aus der Gattung Palaeoloxodon innerhalb der Familie der Elefanten (Elephantidae). Er gehört damit zur modernen Entwicklungslinie aus der jüngsten Radiationsphase der Ordnung der Rüsseltiere (Proboscidea). Palaeoloxodon ist eine sehr formenreiche Gattung mit riesenhaften Vertretern wie dem Europäischen Waldelefanten, aber auch Palaeoloxodon namadicus und Palaeoloxodon recki, für die teilweise ein Körpergewicht von mehr als 12 t angenommen wird, wie auch zwergenhaften Angehörigen, etwa Palaeoloxodon falconeri beziehungsweise Palaeoloxodon lomolinoi. Die Eigenständigkeit des Europäischen Waldelefanten war dabei im Laufe der Forschungsgeschichte nicht immer eindeutig, da teilweise eine Synonymität mit dem asiatischen Palaeoloxodon namadicus angenommen wurde. Ebenso gestaltete sich die nähere Verwandtschaft der Gattung Palaeoloxodon als schwierig. Hier standen eine nähere Beziehung zu den Afrikanischen Elefanten (Loxodonta) ebenso wie zum Asiatischen Elefanten (Elephas) zur Debatte, wobei letzteres seit den 1970er Jahren aufgrund einzelner morphologischer Übereinstimmungen bevorzugt angenommen wurde. Molekulargenetische Untersuchungen an Fossilien aus Neumark-Nord im Geiseltal und Weimar-Ehringsdorf erbrachten im Jahr 2017 allerdings eine nähere Verwandtschaft des Europäischen Waldelefanten mit den Vertretern der Gattung Loxodonta mit einer engeren Bindung zum Waldelefanten (Loxodonta cyclotis) als zum Afrikanischen Steppenelefant (Loxodonta africana). Vertiefende Analysen zeigten aber weitaus komplexere Verwandtschaftsverhältnisse auf. Demnach bestehen  Übereinstimmungen zu verschiedenen Elefantengruppen, die sich aus drei Komponenten zusammensetzen: Die erste besteht aus Allelen, die sich der Afrikanische Steppen- und der Waldelefant teilen und möglicherweise bis  in die Stammgruppe der beiden Arten zurückreichen. Einen signifikanten Anteil gemeinsamer Genkomponenten teilt sich der Europäische Waldelefant mit dem westafrikanischen Waldelefanten, während ein weiterer Teil wiederum auch beim Wollhaarmammut (Mammuthus primigenius) zu finden ist. Als wahrscheinlich kann angesehen werden, dass es in der Frühphase der stammesgeschichtlichen Entwicklung der einzelnen Elefantenformen, die vorwiegend in Afrika stattfand, noch zu zahlreichen Hybridisierungsereignissen kam, bevor die genetische Isolation der einzelnen Arten einsetzte. Vor allem Palaeoloxodon war im Pliozän und im frühen Pleistozän eine der dominanten Elefantengattungen Afrikas.

## Stammesgeschichte
Höchstwahrscheinlich spaltete sich Palaeoloxodon antiquus vor ca. 1 bis 0,9 Mio. Jahren vom afrikanischen Palaeoloxodon recki ab, der Prozess ist aber weitgehend noch in Diskussion. Plausibel ist, dass Nachfahren von Palaeoloxodon recki über die Levante nach Europa einwanderten. Das erste Auftreten des Europäischen Waldelefanten in Europa ist im späten Frühpleistozän und im älteren Mittelpleistozän in Südwesteuropa zu verzeichnen. Zu den ältesten Fundstellen gehören Huescar, Granada (Spanien) und Soleilhac (Frankreich). Ein isolierter Molar aus dieser frühen Besiedlungsphase wurde auch aus Slivia (Italien) gemeldet.
Spätestens im jüngeren Abschnitt des Cromer-Komplexes erreichte der Europäische Waldelefant auch Mitteleuropa nördlich der Alpen. Wichtige Fundstellen sind hier Mauer bei Heidelberg (Baden-Württemberg), Mosbach (Stadtgebiet von Wiesbaden, Hessen) und Pakefield (England). In den darauffolgenden Warmzeiten erscheint er regelmäßig in dieser Region, wie die Funde von Swanscombe (England), Maastricht (Niederlande), Bilzingsleben (Thüringen), Schöningen (Niedersachsen) unter anderem mit dem Waldelefanten von Schöningen, Steinheim an der Murr (Baden-Württemberg) oder Ehringsdorf (Thüringen) für die mittelpleistozänen Warmzeiten und Geiseltal (Sachsen-Anhalt), Lehringen (Niedersachsen), Gröbern (Sachsen-Anhalt) oder Burgtonna (Thüringen) und Warschau (Polen) für die letzte Warmzeit zeigen.
Ob der Europäische Waldelefant während seines Auftretens im Mittel- und Jungpleistozän eine innerartliche Entwicklung vollzog, ist nicht bewiesen. Bereits Anfang des 20. Jahrhunderts wurde darüber nachgedacht, ob sich ältere und jüngere Formen anhand der Backenzähne unterscheiden lassen können. Als Grundlage für diese Annahme dienten die einzelnen Schmelzlamellen der Backenzähne, deren Anzahl mit der Zeit zunehmen und deren Dicke gleichzeitig abnehmen sollte. In der Folgezeit wurde dem aber widersprochen. Zum einen zeigen Funde des Europäischen Waldelefanten aus der Holstein- und der Eem-Warmzeit keine signifikanten Unterschiede, zum anderen ist älteres Material zu selten, um Entwicklungstendenzen aufzeigen zu können. Vielmehr sind solche Befunde auch als individuelle oder sexuelle Variationen aufzufassen.
Mit dem Ende der Eem-Warmzeit verschwand der Europäische Waldelefant aus seinen nördlichen Refugien. Interessant ist ein Fund bei Berlin, der dafür spricht, dass er eventuell noch bis in den Beginn der frühen Weichsel-Kaltzeit in Mitteleuropa anzutreffen war. Darüber hinaus legen einige Funde, u. a. aus Raalte (Niederlande), auch nahe, dass einzelne kleinere Populationen eventuell während der wärmeren Interstadiale der Weichsel-Kaltzeit Teile von Mittel- oder Nordwesteuropa wieder erreicht haben könnten. Die jüngsten Daten liegen hier bei 32.500 und 37.500 Jahren vor heute. Da es sich dabei aber um Lesefunde handelt, ist dies umstritten.
Die letzten Funde des Europäischen Waldelefanten stammen aus Spanien, Italien und Kroatien. Auch hier starb er aber höchstwahrscheinlich vor dem Maximum der letzten Kaltzeit aus. (siehe Hauptartikel Quartäre Aussterbewelle) Ein besonders junges Datum mit 33.000 bis 34.000 Jahren vor heute stammt aus Foz do Enxarrique, Portugal.
Von den südlichen Verbreitungsrändern entlang der Mittelmeerküste gelangten einzelne Populationen des Europäischen Waldelefanten über das offene Meer auf abgelegene Inseln, wie Malta, Kreta, Zypern oder Sizilien. Häufig geschah dies während der Meerestiefststände zu den Kaltzeiten. Die so isolierten Populationen bildeten infolge von Nahrungsknappheit Zwergformen (Palaeoloxodon falconeri, Palaeoloxodon mnaidrensis, Palaeoloxodon cypriotes) aus. Anhand von 14C-Analysen sowie von Wandbemalungen aus dem Alten Ägypten ist bewiesen, dass einige dieser Zwergelefanten bis in die Bronzezeit überlebten (z. B. auf der Insel Tilos bis ca. 1300 v. Chr.).

## Forschungsgeschichte

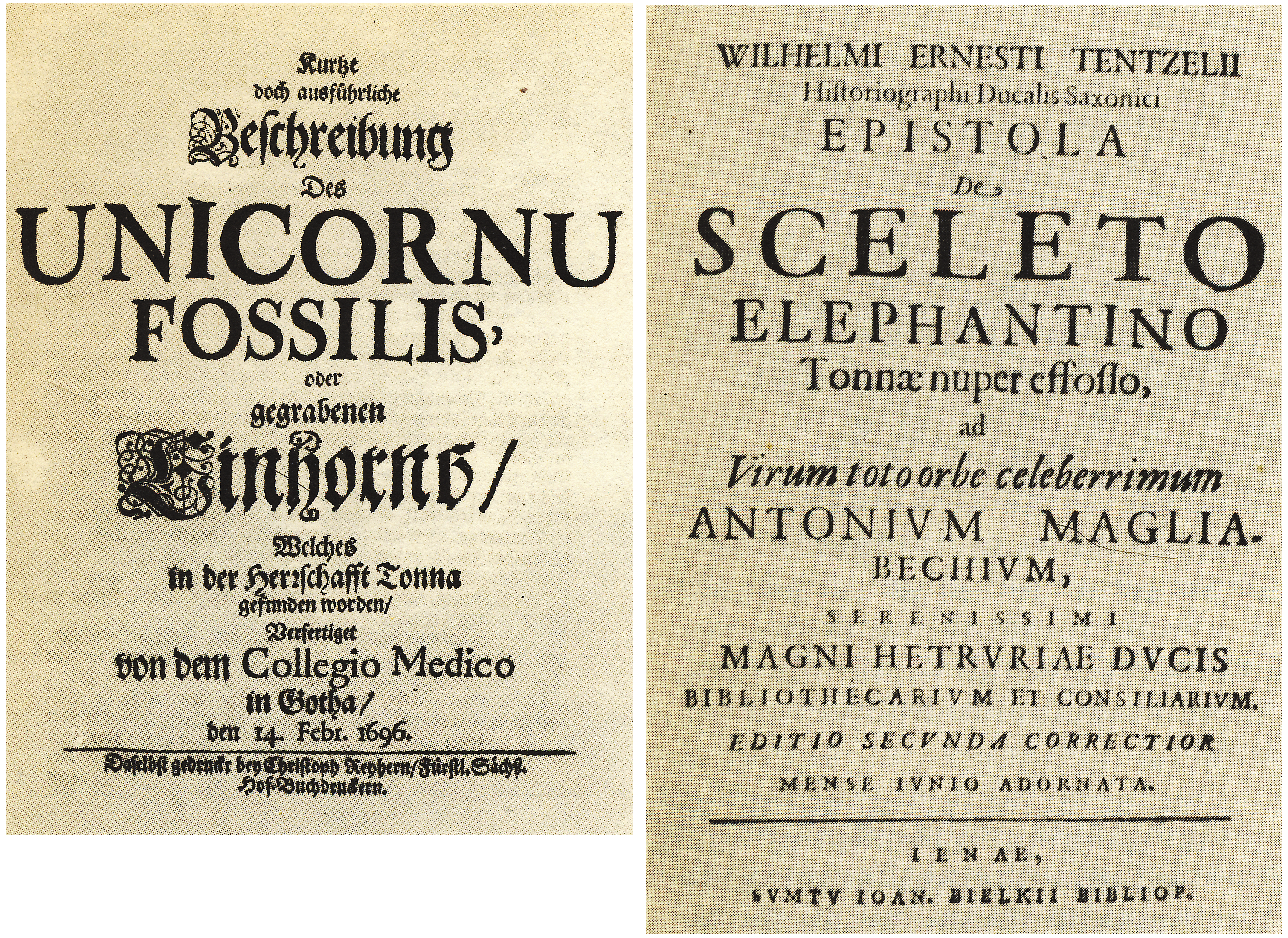
Das Gutachten des Collegium Medicum zu Gotha über ein „gegrabenes Einhorn“ vom 14. Februar 1696 (links) und der Brief Wilhelm Ernst Tentzels an den florentinischen großherzoglichen Bibliothekar Antonius Magliabechi mit seiner Beschreibung des Elefantenskeletts aus dem gleichen Jahr (rechts).

Der erste wissenschaftlich beschriebene Fund eines Europäischen Waldelefanten stammt aus den Travertinbrüchen von Burgtonna  im damaligen Herzogtum Sachsen-Gotha-Altenburg. Er wurde 1695 entdeckt und im darauf folgenden Jahr vom Historiographen Wilhelm Ernst Tentzel als Rest eines Elefanten vorgestellt. Da die Mitglieder des Collegium Medicum in Gotha den Fund aber für ein „mineralisches Gewächs“ (heute als Dendrit bezeichnet) oder ein „Unicornu fossile“ hielten, kam es zu einem über mehrere Jahre dauernden, heftig geführten Gelehrtenstreit.
In der darauffolgenden Zeit wurden mehrfach Funde von fossilen Elefanten vor allem in Steinbrüchen gemacht, die häufig in private Sammlungen gelangten. Forschungsgeschichtlich interessant sind in diesem Zusammenhang Anfang des 19. Jh. von Johann Wolfgang von Goethe verfasste Briefe u. a. an den damaligen Großherzog Carl August zu Sachsen-Weimar-Eisenach, in denen er mehrfach über solche Funde aus den Ilmtal-Travertinen bei Weimar berichtete.
Der Europäische Waldelefant wurde im Jahr 1847 durch die beiden Engländer Hugh Falconer und Proby Thomas Cautley wissenschaftlich erstbeschrieben. Sie vergaben dabei den Namen Elephas antiquus. Grundlage für die Benennung waren überwiegend Zahnfunde aus Ostengland (Essex, Norfolk), welche die beiden Paläontologen mit von ihnen auf ausgedehnten Reisen nach Südasien (Indien, Nepal) gesammelten Fossilien verglichen. Hikoshichiro Matsumoto führte 1924 anhand asiatischer Elefantenreste den Gattungsnamen Palaeoloxodon ein, den er als Unterart des Afrikanischen Elefanten (Loxodonta africana) ansah. Vincent J. Maglio war in den 1970er Jahren der Meinung, dass die Verwandtschaft mit Loxodonta inkorrekt sei und Palaeoloxodon näher zum Asiatischen Elefanten (Elephas maximus) stehe. Er synonymisierte daraufhin beide Formen. Maglio sah außerdem den Europäischen Waldelefanten lediglich als eine westeurasische Variante von Elephas namadicus an, welcher von Falconer und Cautley bereits 1845 benannt wurde, was aber nicht häufig geteilt wurde. Erst die molekulargenetische Untersuchungen aus dem Jahr 2017 erbrachten dann die nähere Verwandtschaft des Europäischen Waldelefanten zu den Afrikanischen Elefanten.